# Scopula superciliata
Scopula superciliata là một loài bướm đêm trong họ Geometridae.